# (7050) 1982 FE3
A (7050) 1982 FE3 a Naprendszer kisbolygóövében található aszteroida. Henri Debehogne fedezte fel 1982. március 20-án.